# Cráton São Francisco

Localização aproximada dos crátons do Mesoproterozóica (com mais de) na América do Sul e África. O São Luís e os fragmentos cratônicos do Luis Alves (Brasil) são mostrados, mas o cráton Arequipa-Antofalla e alguns crátons africanos menores não são.

O Cráton do São Francisco, também chamado Cráton São Francisco-Congo, é um cráton situado na parte oriental da América do Sul. Aflora nos estados brasileiros de Minas Gerais, Bahia e Sergipe. Em torno de 1,0 gigaannum atrás, ele estava localizado no sul do supercontinente Rodínia e depois da fragmentação deste no final do Proterozoico (700 megaannum) tornou-se parte do supercontinente Gonduana até sua fragmentação no Jurássico (cerca de 180 megaannum). A abertura posterior do Oceano Atlântico deixou o sul da África no Cráton do Congo e Cráton do São Francisco na América do Sul.

## Descrição

Mapa com representação dos crátons brasileiros e suas expressões no relevo. Crátons do Amazonas; de São Luís; do São Francisco; e Rio de La Plata. Retirado de Alkmim (2004)

De forma simples, crátons são entendidos como porções da litosfera continental de longa estabilidade e resistência mecânica. Além disso, apresentam raízes espessas e antigas, de espessuras crustais ligeiramente superiores à média dos continentes. O Cráton do São Francisco situa-se no centro-leste do Brasil. Abrangindo mais de 1 bilhão de quilômetros quadrados, inclui parte dos territórios de Minas Gerais (MG), Bahia (BA), Goiás (GO), Piauí (PI), Sergipe (SE), Pernambuco (PE) e Tocantins (TO), principalmente dos dois primeiros estados.
Juntamente com os crátons do Amazonas, de São Luís e Rio de La Plata, o Cráton do São Francisco corresponde às porções internas das placas tectônicas, que foram aglutinadas no final do Proterozoico, formando a porção oeste de Gonduana. Assim, a geologia de domínios cratônicos e seus cinturões marginais fornecem informações de longos períodos da história da Terra, um dos motivos pelo qual o Cráton do São Francisco e suas margens sejam a porção Pré-Cambriana mais estudada da placa Sul-Americana.
O Cráton do São Francisco é bordejado por cinturões orogênicos Brasilianos por todos os lados (Figura 1) – Faixa Araçuaí a sudeste; Faixa Ribeira a sul; Faixa Brasília a oeste; Faixa Rio Preto a noroeste; Faixas Riacho do Pontal e Sergipana a norte - com exceção da costa Atlântica, a leste, onde o cráton está subjacente às bacias Camamú, Almada e Jacuípe e Jequitinhonha, na margem continental.
O embasamento do cráton constitui um bloco estável arqueano de orientação norte-sul, aflorante em suas porções sul e nordeste. É formado por rochas mais antigas que 1.8 gigaannum, incluindo gnaisses TTG arqueanos, granitoides e greenstone belts, além de plútons e sequências supracrustais paleoproterozóicas.
Sua cobertura é representada por unidades mais novas que 1.8 Ga, dispostas em três grandes unidades morfotectônicas, que são a Bacia Sanfranciscana, o Aulacógeno do Paramirim e parte do Rifte Recôncavo-Tucano-Jatobá, além da bacias antepaís do Rio Pardo e da Faixa Sergipana.

## Evolução geológica
Algumas simplificações e/ou generalizações são necessárias para produzir esse material. Ressalta-se que várias questões acerca das definições, evolução e significado geológico são temas de controvérsias científicas. Recomenda-se, deste modo, consulta às referências bibliográficas no final do texto para maior aprofundamento nas questões científicas do Cráton do São Francisco.

### Arqueano
O Cráton do São Francisco apresenta informações da geologia do Arqueano, importantes para entender a geodinâmica inicial terrestre.
Seu embasamento Arqueano é uma extensão do Cráton do Oeste do Congo e aflora nas porções sul e norte do Cráton do São Francisco, com ocorrências menores em janelas estratigráficas na Bacia Sanfranciscana e um bloco delimitado por falhas no Aulacógeno do Paramirim.
A sul, as rochas de idade arqueana correspondem aos complexos Bação, Belo Horizonte, Caeté, Santa Bárbara e Bonfim, que são granito-gnáisses expostos em formato dômico no Quadrilátero Ferrífero, onde também encontra-se o Supergrupo Rio das Velhas, uma típica sucessão metavulcanossedimentar que constitui o greenstone belt Rio das Velhas, além do complexo Campo Belo, a oeste do Quadrilátero Ferrífero.

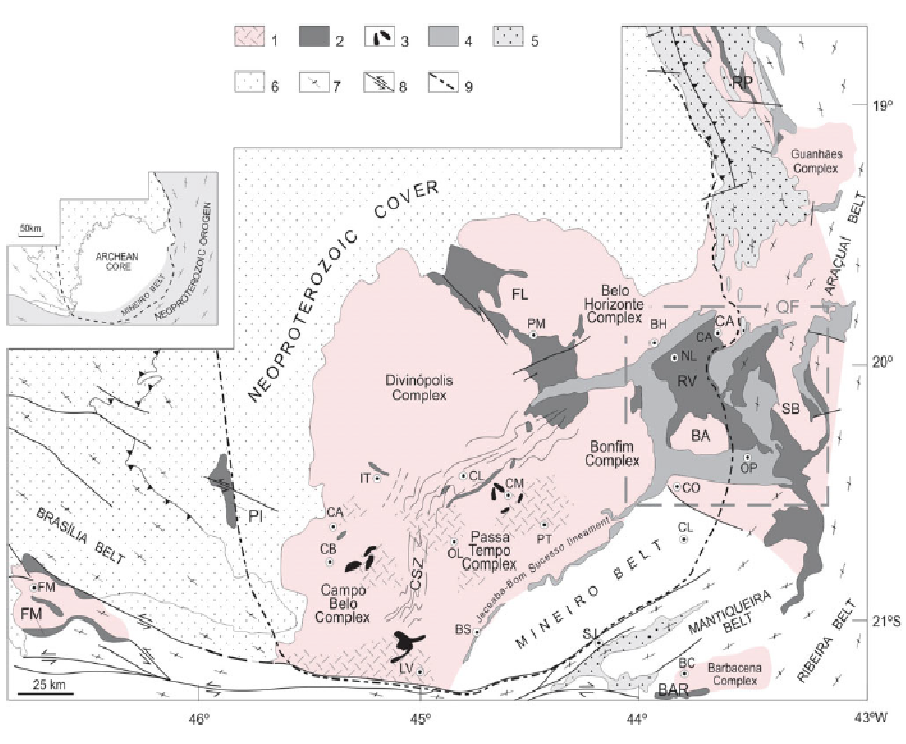
Mapa geológico simplificado da porção meridional do Cráton do São Francisco. Modificado de Teixeira et al. (2017)

No Quadrilátero Ferrífero, as rochas do embasamento ocorrem em grandes depressões do relevo, contrastando com as serras formadas pelas rochas do Supergrupo Minas e com o as escarpas e morros intermediários moldados sobre o Supergrupo Rio das Velhas. Esse conjunto de rochas arqueanas divide-se em complexos de rochas tonalíticas-trondjhemíticas-granodioríticas (TTG’s), sendo eles: Bação, Belo Horizonte, Caeté, Santa Bárbara e Bonfim . A mineralogia dessa assembleia TTG varia de hornblenda-biotita-plagioclásio-quartzo tonalitos a plagioclásio-K-feldspato-biotita-quartzo granodioritos e, em termos evolutivos, esses complexos mostram diversas fases de implantação de magmas TTG, que por sua vez são intrudidos por corpos graníticos potássicos.
A história da evolução da geração de magmas TTG, abordados como produto de arcos magmáticos arqueanos, traz interessantes implicações para o entendimento da geração primordial de crosta continental na América do Sul. Nesse sentido, o Complexo de Santa Bárbara possui a idade mais antiga, mostrando idades de cristalização de zircões em torno de 3.210 Ma pelo método de U-Pb. Essa seria a única evidência encontrada no Quadrilátero Ferrífero da existência de uma crosta Paleoarqueana.
Segundo, a evolução da crosta TTG do paleo ao neoarqueano no sul do Cráton do São Francisco deu-se a partir de três principais eventos: (i) Santa Bárbara: formação de um núcleo TTG paleoarqueano em 3.212 – 3.210 Ma com adição de rochas félsicas em rochas máficas-ultramáficas; (ii) Rio das Velhas I: Crescimento da crosta paleoarqueana com adição de TTG juvenil e acresção tectônica do terreno greenstone belt máfico-ultramáfico entre 2930 e 2900.(iii) Rio das Velhas II: Último evento de produção de crosta TTG, marcado por magmatismo relacionado a convergência, coincidente com vulcanismo félsico e deposição de grauvacas e turbiditos do greenstone belt entre 2800 e 2770 Ma.
O Complexo Campo Belo é um terreno de médio a alto grau metamórfico, composto por ortognaisses TTG, dioritos, enderbitos e plútons graníticos em fácies anfibolito, datados entre 2904 e 2881 Ma pelo método Rb-Sr.
De idade Arqueana, determinada pelo método U-Pb utilizando zircões detríticos por - 2751 Ma, 2774 Ma e 2792 Ma o Supergrupo Rio das Velhas foi reconhecido como uma típica sequência Greenstone Belt, metamorfizada em condições de fácies xisto verde a anfibolito baixo e comumente hidrotermalizada.
O Grupo Nova Lima, base da sequência greenstone belt, é formado predominantemente por rochas básicas, grauvacas e quartzitos, com intercalações de formação ferrífera bandada, de rochas quartzo-dolomíticas e quartzo-ankeríticas, além de conglomerados e filitos carbonosos.
O Grupo Nova Lima pode ser subdividido em seis associações de litofácies, da base para o topo: (i) Máfica-ultramáfica vulcânica (Unidades Quebra Osso, Córrego dos Boiadeiros e Ouro Fino): lavas máficas e ultramáficas, com intrusões de gabro, anortosito e peridotito, além de intercalações de FFB, chert ferruginoso, pelito carbonoso, turbiditos e raramente vulcanoclásticas félsicas; (ii) Vulcano-sedimentar química (Unidade Morro Vermelho): basaltos toleíticos intercalados com FFB, chert ferruginoso, sedimentares clásticas menos finas, turbiditos carbonosos e pelitos; (iii) Sedimentar clástica-química (Unidade Santa Quitéria): alternância de rochas sedimentares clásticas de granulometria fina e sedimentares químicas. Menos FFB, chert e xisto carbonoso intercalados a pelitos; (iv) Vulcano-clástica (Unidades Ribeirão Vermelho e Mestre Caetano): vulcanoclásticas félsicas e máficas. Lentes dacíticas tectonicamente intercaladas com fluxos basálticos; (v) Ressedimentada (Unidades Córrego do Sítio e Mindá): grauvacas, quartzo grauvacas, arenitos e siltitos, com camadas cíclicas e contato basal abrupto entre os ciclos; (vi) Costeira (Unidades Catarina Mendes, Córrego da Paina, Fazenda Velha e Pau d’Óleo): arenito com estratificação cruzada de médio a grande porte, arenito com marcas onduladas, arenito com estratificação herringbone e arenito siltoso.
O Grupo Maquiné, posicionado acima do Grupo Nova Lima, é constituído principalmente por quartzitos, filitos e metaconglomerados, como uma associação metassedimentar clástica não-marinha, com a Formação Palmital (Unidades Rio de Pedras e Andaimes), interpretada como fácies litorânea e a Formação Casa Forte (Unidades Chica Dona, Jaguara, Córrego do Engenho e Capanema) como fácies fluvial.
Segundo, dois eventos tectônicos Arqueanos afetaram a porção sul do Cráton do São Francisco:(i) O primeiro ocorreu entre 2749 e 2670 Ma, de regime compressivo, com transporte tectônico de norte para sul, gerou falhas transcorrentes e de empurrão com vergência para sul; dobras apertadas a isoclinais com vergência para sul e eixo ENE e dobras abertas flexurais; (ii) O segundo ocorreu por volta de 2700 Ma, também em regime compressivo, com transporte tectônico de NE para SW, marcado por dobras apertadas a isoclinais, falhas transcorrentes e de empurrão.
Já a porção Arqueana setentrional do cráton é composta pelos blocos Serrinha, Gavião e Jequié, assim como pelo Cinturão Itabuna-Salvador-Curaçá, que, assim como o sul do cráton, foi afetado pela deformação e metamorfismo paleoproterozoico. Dois domínios arqueanos podem ser separados pelo lineamento paleoproterozoico Contendas-Jacobina: domínio oeste, correspondente aos blocos Gavião e Sobradinho; domínio leste, formado pelos blocos Serrinha e Jequié, intensamente afetados pela colisão paleopreterozóica que foi responsável pelo desenvolvimento do cinturão Itabuna-Salvador-Curaçá.

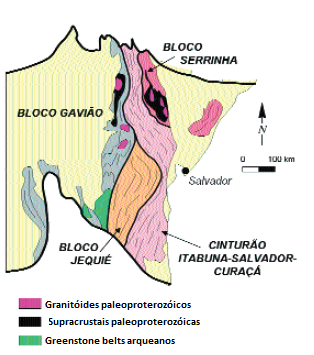
Mapa geológico simplificado da porção setentrional do Cráton do São Francisco com seus principais constituíntes: blocos Gavião, Serrinha e Jequié; Cinturão Itabuna-Salvador-Curaçá. Retirado de Alkmim (2004)

O Bloco Gavião apresenta as rochas mais antigas do cráton. Com idades U-Pb entre 3.4 e 3.2 Ga, os gnaisses cinzas são considerados como originados de fusão parcial de basaltos toleíticos, com anfibolitos e eclogitos residuais, intrudidos por duas gerações de granitóides de 3.2 – 3.1 e 2.8 2.7 Ga, formados por fusão parcial de uma crosta de composição similar às dos gnaisses mais antigos. Além de supracrustais constituída por sequências tipo greenstone belt (Contendas-Mirante, Umburanas, Brumado e Guajeru, a sul, e Mundo Novo a norte) de 3.3 Ga, 3.2 Ga e 3.02.8 Ga, provavelmente formadas em bacias intracratônicas sobre a crosta TTG, posteriormente deformadas e metamorfizadas na fácies anfibolito entre 2.8-2.7 Ga.
O Bloco Jequié está em contato com o Bloco Gavião e corresponde a rochas que já estavam em condições de fácies anfibolito antes da colisão paleoproterozóica, constituído principalmente por migmatitos de 3.0-2.9 Ga e granitóides de 2.8-2.7 Ga, com sequências supracrustais depositadas em bacia intracratônica, compostas por basaltos, chert, quartzitos, grafitito, formações ferríferas bandadas e rochas máficas-ultramáficas.
O Bloco Serrinha é um segmento crustal alongado na direção N-S, composto por gnaisses-migmatíticos e ortognaisses porfiríticos de médio grau metamórfico (2.8 -3.0 Ga) e tonalitos (3.1 Ga), que constituem o embasamento de greenstone belts paleoproterozoicos.
O Cinturão Itabuna-Salvador-Curaçá constitui um cinturão magmático de aproximadamente 2.6 Ga que bordeja o Bloco Jequié a leste e a norte e foi metamorfizado em condições de fácies granulito a cerca de 2.2 - 2.0 Ga. A porção sul do cinturão remete a arcos vulcânicos modernos ou margem continental ativa, onde seu ambiente de formação era predominado por arcos de ilha, bacias back-arc, e zonas de subducção, onde rochas supracrustais depositaram-se ainda no arqueano – cherts, pelitos, formações ferríferas bandadas, rochas calco-silicáticas, sedimentos manganesíferos associados a basaltos de fundo oceânico. Já a porção norte corresponde a um prisma acrescionário de idades entre 2.6 e 2.7 Ga.

### Paleoproterozoico
No Paleoproterozoico blocos arqueanos colidiram e deram origem a dois principais orógenos: o Cinturão orogênico do leste da Bahia, junto com seu correspondente cinturão oeste central africano, e o Cinturão Mineiro.

#### Cinturão orogênico do Leste da Bahia
O Cinturão orogênico do leste da Bahia foi resultado de uma colisão que data de 2125 a 2050 M.a. e deu origem a terrenos conforme explicitado nos cartoons:

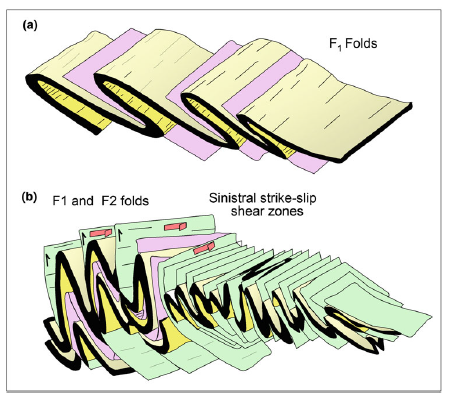
Dobras em terrenos Paleoproterozoicos no leste da Bahia. Retirado de Heilbron et. al. (2017)

No cenário précolisional os blocos arqueanos são representados por micro-continentes denominados Gavião, Jequié e Serrinha e um arco magmático Neoarqueano, o cinturão Itabuna-Salvador-Curaçá (ISAC), separados por bacias oceânicas que foram progressivamente consumidas pelos movimentos convergentes dos blocos Serrinha e Gavião. Isso é evidenciado por típicos granitos de subducção e rochas que constituem sequências vulcano sedimentares espalhadas ao longo dos dois blocos.

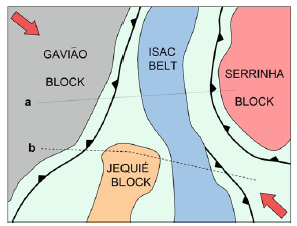
Configuração espacial dos blocos arqueanos no leste da Bahia. Retirado de Heilbron et. al. (2017)

O domínio do cinturão orogênico do leste da Bahia junto com o cinturão do oeste central Africano, aflorante principalmente no Gabão, forma um completo segmento do orógeno que resultou da colisão de blocos arqueanos, Gavião, Serrinha e Jequié, esses segmento permanece preservado até o baixo cretáceo em forma de uma ponte que interligava São Francisco e Congo que se rompeu devido a migração para norte do rift do Atlântico sul. Diferenças litológicas e na arquitetura dos terrenos podem ser observadas nas porções brasileiras e africanas que se dividiram.

#### Cinturão Mineiro
Vários arcos magmáticos acrescionários foram gerados durante o paleoproterozoico Noce et al. (2007) Nesse período, formaram-se o Complexo Mantiqueira, Juiz de Fora e Mineiro. Desenvolveu-se arcos oceânicos e continentais que tiveram como resultado a colagem no antepaís e espessamento subsequente. Esses processos representam a chamada orogenia acrescionária Minas (2,36-2,00 Ga) Teixeira et al., 2015.
Noce et al. (2007) afirma que o Complexo Mantiqueira possui origem crustal relacionado à margem continental ativa e sin-colisional. Este representa um arco continental que afetou significativamente o paleo-Cráton do São Francisco, em oposição ao Juiz de Fora (arco intra-oceânico) que durante sua acreção ao continente deformou e metamorfisou o complexo Mantiqueira. Tais arcos colidiram contra a margem do protocontinente São Francisco, entre 2,10 e 1,97 Ga.
O cinturão mineiro possui rochas com diferentes idades (2,46-2,09 Ga) e, por isso, é um ótimo sítio para se estudar terrenos Paleoproterozoicos. As rochas constituintes são ortognaisses e sequências metavulcanossedimentares, intrudidos por granitoides.  O metamorfismo regional das diferentes unidades litoestratigráficas do cinturão é compatível com as fácies anfibolito à xisto verde (Toledo, 2002; Cherman, 2004; Ávila et al., 2010).
Ao se estudar o Cinturão Mineiro é importante destacar o Quadrilátero Ferrífero que ocupa uma área de 7.200km² na porção central do estado de Minas Gerais e é considerado uma das mais importantes províncias minerais do Brasil devido as suas jazidas de ouro, ferro, manganês, topázio imperial e bauxita.
A estratigrafia do Quadrilátero Ferrífero consiste, na escala regional, dos conjuntos maiores
• terrenos granito-gnáissicos arqueanos;
• sequências vulcanossedimentares arqueanas;
• sequências sedimentares e vulcanossedimentares proterozóicas e;
• coberturas sedimentares recentes.
Na base, os terrenos granito-gnaissicos arqueanos. Acima, o Supergrupo Rio das Velhas composto pelos Grupos Maquiné (Formações Casa Forte e Palmital), Nova lima e Quebra-Osso.
Do Proterozoico, o Supergrupo Minas, composto pelos Grupos Piracicaba (Formações Barreira, Taboões, Fecho do Funil e Cercadinho), Itabira (Formações Gandarela e Cauê) e Caraça (Formações Batatal e Moeda). Acima, o Grupo Itacolomi e, por fim, o Supergrupo Espinhaço composto pelo Grupo Conselheiro Mata (Formação Carrancas).
As rochas mais antigas (batólito Cassiterita) são metatonalitos/trondhjemitos de composição TTG, enquanto que as mais jovens (batólito Macuco de Minas, Represa de Camargos e Ritápolis) representam uma variedade de tonalitos a granitos/leucogranitos com gabros e dioritos associados. Os limites do Cinturão Mineiro são aproximados às zonas de cisalhamentos regionais. A extremidade sudoeste do lineamento Jaceaba Bom Sucesso (a porção mais a oeste) é limitada por rochas paleoproterozoicas identificadas de 2,11 Ga, que contrapõem fisicamente ao embasamento arqueano do Cráton São Francisco.

### Mesoproterozoico
Barbosa et al (2003) afirma que no Cráton do São Francisco, no final do Paleoproterozoico, colisões de segmentos crustais provocaram sucessivos mecanismos tectônicos que colocaram, lado a lado, unidades de rochas arqueanas, como o Bloco do Gavião e antigos núcleos TTGs, sequências metassedimentares Contendas Mirante, Umburanas e Mundo Novo, Complexos Jequié e Mairi, Núcleo Serrinha, etc., com unidades de rochas formadas no início do Paleoproterozoico, como o Grupo Jacobina, Greenstone Belts do Rio Itapicuru e Capim, etc.,. O metamorfismo associado reequilibrou estas rochas de diferentes idades nas fácies granulito, anfibolito e xisto-verde, constituindo cinturões móveis poli-deformados como os de Itabuna, Salvador-Curaçá e Salvador-Esplanada. No Mesoproterozoico este embasamento metamórfico foi truncado por um rift abortado, orientado N-S, e onde foram depositadas as rochas do Supergrupo Espinhaço, as quais extravasaram para as suas margens como coberturas suaves. Sobre estas rochas e em parte do embasamento arqueano/paleoproterozoico acumularam-se sedimentos glaciais e pelítico-carbonáticos, paraplataformais neoproterozoicos do Supergrupo São Francisco.

### Neoproterozoico
No início do Neoproterozoico, uma importante glaciação afeta a maior parte do Cráton, acompanhando o começo de uma nova etapa tafrogenética, responsável pela individualização da placa São Francisco-Congo há aproximadamente 950 Ma (Período Toniano), delineando-se os traços do que se tornaria o Cráton do São Francisco como se tem hoje. A sedimentação glaciogênica durante este evento tafrogênico é representada pelo Grupo Macaúbas. A idade máxima de deposição do Grupo Macaúbas, caracterizado por depósitos glacio-continentais a glacio-marinhos, é 900 Ma e sua sedimentação está relacionada ao preenchimento de um rifte neoproterozoico. Os riftes estaterianos foram reativados e alguns ramos evoluíram para margens passivas. Assim, bacias de margem passiva com sedimentação gravitacional e possível contribuição glacial desenvolveram-se nas bordas do cráton. Essas rochas estão preservadas nas faixas dobradas, constituindo várias unidades estratigráficas, que representam a inversão tectônica e o metamorfismo das margens passivas originais, formadas durante a Orogênese Brasiliana.
A Bacia Macaúbas desenvolveu-se como rifte continental por volta de 880 Ma e evoluiu para duas margens passivas que hospedariam todas as unidades encontradas nas faixas Araçuaí e Oeste-Congolesa atualmente. Estas margens passivas estavam conectadas a pelo menos quatro riftes interiores. No domínio São Francisco encontram-se os aulacógenos de Pirapora e Paramirim; no domínio Congo, tem-se os aulacógenos Sangha e Nyanga-Rio Pardo. Estas estruturas foram muito importantes na abertura e no fechamento da Bacia Macaúbas, sendo responsáveis pela dissipação de tensões e acomodação de deformações no interior das zonas cratônicas. Durante o Neoproterozoico, o Aulacógeno do Paramirim experimentou intensa inversão tectônica, da qual apenas uma pequena porção do seu setor central foi poupada.
Ao final do Neoproterozoico, o continente São Francisco-Congo é envolvido numa sucessão de colisões que culminaram na formação do Gonduana. As margens passivas e ativas foram convertidas nos cinturões orogênicos que definem o contorno atual do cráton (Fig. X).
O atual Cráton do São Francisco é, portanto, circundado por cinturões orogênicos neoproterozoicos, excetuando-se a leste, onde vai de encontro à margem continental brasileira. Atualmente, limita-se a sudeste pela Faixa Araçuaí, a oeste e a sul pela Faixa Brasília, a noroeste pela Faixa Rio Preto e a norte pelas faixas Riacho do Pontal e Sergipana.
Ocorre a subsidência do interior do cráton por ação de sobrecargas laterais das frentes orogênicas que começavam a se formar, em especial, pela Faixa Brasília. Num período de generalizada transgressão marinha como resultado da deglaciação, ocorre a deposição dos sedimentos do Grupo Bambuí e unidades correlativas. A idade para o início da deposição do Grupo Bambuí é controversa, podendo ser considerada em torno de 740 Ma. Porém, trabalhos recentes sugerem idades mais novas, cerca de 630 Ma, ou ainda mais novas, em torno de 570-540 Ma.  Concomitantemente, os ramos dos riftes existentes no cráton são parcialmente invertidos e, um pouco mais tarde, os próprios sedimentos do Bambuí originam os cinturões epidérmicos a partir das frentes orogênicas brasilianas.
Acredita-se que o fechamento da bacia Macaúbas tenha sido consequência da colisão entre a península São Francisco e a placa Paraná ou Rio de La Plata, por volta de 630 Ma. A convergência das margens opostas da bacia Macaúbas inicia-se em uma operação que lembra o funcionamento de um quebra-nozes, em que a península São Francisco teria rotacionado no sentido anti-horário contra o continente Congo, levando a bacia Macaúbas a uma compressão generalizada e ao consumo de sua litosfera oceânica. Por volta de 630 Ma já se tinha produção de tonalitos do arco magmático cálcio-alcalino, relacionado à subducção. Em torno de 600 Ma, um arco magmático de tamanho significativo já teria se implantado na margem leste da bacia, já convertida em margem ativa.
Entre 580 e 560 Ma, a colisão das margens opostas da bacia se deu de norte para sul e promoveu a propagação de frentes de empurrão para as zonas cratônicas, bem como o soerguimento da cadeia montanhosa. Neste estágio foram gerados os granitos G2, do tipo S, que representam fusão parcial de protolitos sedimentares aluminosos.

### Fanerozoico

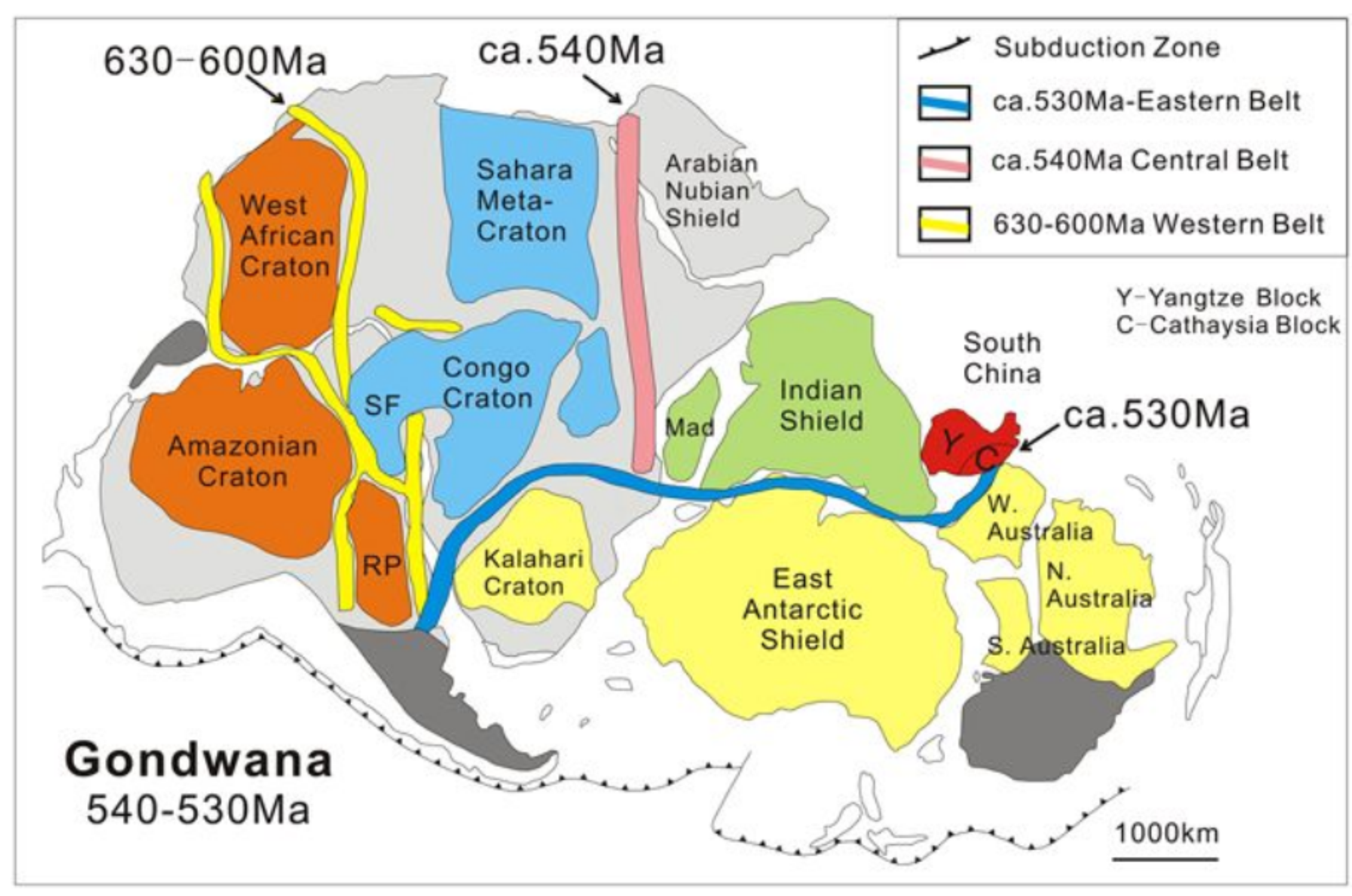
Reconstrução paleogeográfica do paleocontinente de Gonduana. O Cráton do São Francisco é indicado pela sigla SF abertura, no Cráton do São Francisco, estão nas Bacias Abaeté e Recôncavo-Tucano Fonte: Longming Li et al (2017)

Durante o éon fanerozoico, a partir de 542 milhões de anos atrás, a atual região do Cráton do São Francisco esteve unida ao paleo Cráton do Congo, ambos permanecendo aglutinados ao paleocontinente de Gonduana. o qual fora formado durante o ciclo de orogêneses no neoproterozoico. Esse paleocontinente ainda se conectaria com a Laurásia vindo a formar o paleocontinente chamado de Pangéia. Após isso, Gonduana novamente separaria-se de Pangéia.

#### Paleozoico
Durante os períodos Carbonífero e Permiano (entre 350 e 250 milhões de anos atrás), no éon Paleozoico, o Cráton do São Francisco registrou um evento de glaciação. Nessa época, o paleocontinente de Gonduana (ao qual o Cráton do São Francisco fazia parte) passou por altas latitudes no hemisfério sul do planeta. Os registros geológicos desse período estão registrados, dentre outros lugares, próximos à cidade de Santa Fé - Minas Gerais, no chamado Grupo Santa Fé. parte da bacia sedimentar chamada Bacia Sanfranciscana.
A idade permo-carbonífera desse Grupo foi obtida através do conteúdo fossilífero. Além disso, a presença de pavimentos estriados sobre a Formação Três Marias (Grupo Bambuí), seixos estriados, clastos caídos em folhelhos além de uma sequência de rochas características de sedimentação glacial, endossam esse fato.
Ainda no Permiano, na Bahia, inserido no contexto geológico da bacia Recôncavo-tucano-Jatobá, como embasamento das rochas mesozóicas, há registro de rochas lacustres e de ambiente marinho restrito, associadas a uma sinéclise.

#### Mesozoico

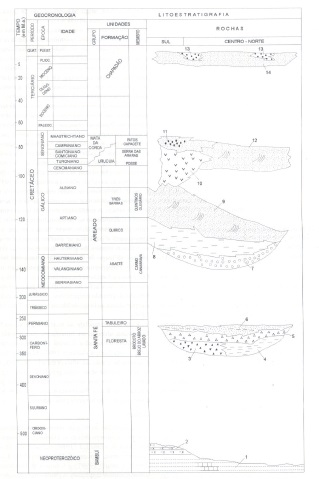
Estratigrafia da Bacia Sanfranciscana. Sedimentação na Bacia Sanfranciscana. (Modificado de Campos e Dardenne, 1997b in: Sgarbi et. al. 2001). Fonte: Heilbron et al (2017)

Durante o Mesozoico, há cerca de 180 milhões de anos atrás, no período Cretáceo, o paleocontinente de Gonduana sofreu uma extensa fragmentação a qual culminaria com a abertura do Oceano Atlântico.
Os registros dessa abertura, no Cráton do São Francisco, estão nas Bacias Abaeté e Recôncavo-Tucano.
A Bacia Abaeté inicia sua história com a deposição do Grupo Areado, durante o cretáceo inferior, o qual representa uma sedimentação em ambiente desértico, evidenciando uma mudança paleoclimática desde a deposição do Grupo Santa Fé.
No cretáceo superior, devido a reativações tectônicas, associadas à abertura do Atlântico, atividades vulcânicas foram responsáveis pela deposição do Grupo Mata da Corda (vulcânicas efusivas e vulcanoclásticas) com, inclusive, um tipo raro de magmatismo, do tipo kamafugítico, representado pelas formações Patos e Capacete.
Interdigitadas lateralmente com rochas do Grupo Mata da Corda. Ocorrem, ainda, os sedimentos do Grupo Urucuia, os quais relacionam-se lateralmente com o Grupo Mata da Corda superior.
Ainda durante a abertura do Oceano Atlântico a chamada Bacia Recôncavo-Tucano, se forma, em virtude de uma “tentativa” de rompimento do cráton naquele local.

Bacias Sedimentares Paleozóicas e
Meso-Cenozóicas Interiores. Fonte: Silva et al (2003)

Trata-se de uma bacia sedimentar com características muito influenciadas pela tentativa de ruptura naquela região. Dentre elas, cita-se a grande profundidade da bacia quando comparada com a largura; o enorme rejeito de falhas geológicas; a falta de soerguimento de ombreiras, típicas de estágio inicial de rifteamento.

## Recursos minerais

### Recursos associados à rochas do Arqueano
No estado de Minas Gerais, onde encontra-se a porção arqueana austral do Cráton do São Francisco, os recursos minerais são principalmente ouro, grafita, agalmatolito e agregados para construção civil. O ouro é principalmente do tipo orogênico, que ocorrem nos greenstone belts Rio das Velhas e Pitangui. O agalmatolito constitui rochas peraluminosas, utilizadas principalmente nas indústrias cerâmicas e químicas e ocorrem em uma faixa relacionada ao greenstone belt Rio das Velhas a noroeste do Quadrilátero Ferrífero. Na região de Itapecerica (MG), ocorre grande depósito de grafita, associado a grafita xistos em sequências paraderivadas.
Enquanto que o embasamento arqueano na porção setentrional do CSF, no estado da Bahia, fornece recursos e evidências de mineralizações de manganês e magnesita associadas a talco em rochas vulcanossedimentares; cobre, chumbo e zinco no greenstone belt Mundo Novo; Ni em dunitos e peridotitos; Fe-Ti-V em gabros e anortositos; e barita (Ba) em supracrustais.

### Recursos associados à rochas do Paleoproterozoico
Segundo Lobato e Pedrosa-Soares (1993), um dos principais recursos minerais do Paleoproterozoico é o Ferro. As jazidas se localizam no Distrito Itabiritico de Minas Gerais no Quadrilátero Ferrífero, estando inseridas na Formação Cauê e Gandarela (Supergrupo Minas). As principais minas são: Águas Claras, Alegria, Capanema, Cauê, Chacrinha, Conceição, Dois Córregos, Esmeril, Mutuca, Onça, Periquito, dentre outras. O mineral fonte são hematita, magnetita e martita sendo a hematita friável e associada a dobras e falhas a mais comum fonte de minério. A origem do minério é hidrotermal e resultado da lixiviação de silica. A associação a manganês é comum.
Associado também aos itabiritos outro bem mineral que ocorre é o ouro concentrado em zonas de cisalhamento. Os maiores teores ocorrem em Boudins de quartzo e hematita. O ouro ocorre em depósito de Gongo Soco, em Caeté, e Maquiné, em Mariana. Sua gênese é hidrotermal e do tipo ouro orogênico. No distrito aurífero Ouro Preto Mariana as mineralizações de ouro se associam a veios de quartzo carbonato sulfetados e corpos turmaliniferos adjacentes. As falhas de empurrão que colocaram a Formação Cauê  em contato com a Formação Moeda estão relacionadas com a gênese do minério na Mina de Passagem de Mariana.
Outra mineralização importante é o urânio que ocorre no distrito urano aurífero do Gandarela e oeste do sinclinal de Ouro Fino na forma de metaconglomerados da Formação Moeda. nesse local, a exploração do ouro é mais significativa. Entretanto, na Serra das Gaivotas (Sinclinal Moeda) a exploração do urânio é mais significativa.
Ainda é relevante citar a ocorrência de topázios na região de Ouro Preto e filões de grafita do tipo flake em Itapecerica ambas em Minas Gerais.

### Recursos associados à rochas do Mesoproterozoico
Segundo Lobato e Pedrosa-Soares (1993), no Mesoproterozoico os principais recursos minerais encontram-se na borda oriental do cráton São Francisco e Faixa Araçuaí localizados na Serra do Espinhaço e suas proximidades. Os recursos mais expressivo são diamantes, oriundos de paleoplacers conglomeráticos da Formação Sopa Brumadinho que se depositaram em um paleoambiente caracterizado por um sistema fluvial entrelaçado associado a leques aluviais em um contexto de abertura tectônica gerando espaço para deposição de sedimentos da Formação Sopa Brumadinho sobrepostos a Formação São João da Chapada.
Haralyi et al (1991)  Dividiram esses recursos em distritos:
Campo Sampaio - Datas: elevada proporção de diamantes industriais ocorrendo diamantes de até maior que 20 quilates.
Itacarambi Rio Macaúbas: diamantes amarelos mais comuns, carbonatos e raras pedras de até 10 quilates.
Grão Mogol: maior parte dos diamantes apresentam-se corroídos.
Serra do Cabral: pequenos diamantes na bacia do atual Rio das Velhas.
A extração de diamantes nesses distritos é feita em terraços recentes e aluviões e é extraído também ouro em proporções variadas de distrito para distrito.
Além dos diamantes, outros recursos minerais expressivos na Serra do Espinhaço e na Serra do cabral são o ouro e o quartzo sendo este último com ocorrência em lascas ou hialino. O ouro ocorre em veios e encontra-se encaixado em horizontes metapelíticos do Supergrupo Espinhaço. Os depósitos de ouro e quartzo são do tipo orogênico e se relacionam a um hidrotermalismo causado pela desidratação de pilhas de rocha em consequência do  metamorfismo; processo esse que ocorreu durante os cavalgamentos brasilianos sobre as rochas do Espinhaço.

### Recursos associados à rochas do Neoproterozoico
As coberturas neoproterozóicas do Cráton do São Francisco revelam pequenos depósitos de Pb, Zn, Ag (Fluorita e Fosfato). Destacam-se os depósitos minerais neoproterozoicos associados aos kimberlitos do Bloco Serrinha e às rochas sedimentares da Bacia de Irecê. Muitos depósitos minerais neoproterozoicos também encontram-se envolvidos nas faixas dobradas que circundam o Cráton São Francisco, principalmente nas faixas Araçuaí e Brasília.
No Bloco Serrinha, localizado à nordeste do Cráton São Francisco, foi encontrada uma série de corpos kimberlíticos (Braúna) datados em 680 Ma, os quais mostram que a porção central do bloco era favorável à cristalização de diamante, enquanto suas margens foram retrabalhadas durante as orogêneses sucessivas.
A Bacia de Irecê insere-se na porção norte do Cráton do São Francisco e é preenchida principalmente por sedimentos de idade neoproterozóica pertencentes  ao Grupo Una, representados na área pelas formações Bebedouro e Salitre. Depósitos minerais de sulfetos de Pb e Zn estão hospedados nos dolomitos da sequência carbonática. As mineralizações são estratiformes maciças e/ou disseminadas, stratabound e venulares.

### Recursos associados à rochas do Fanerozoico
Dentre as principais ocorrências, recursos e depósitos desse éon temos importantes bens minerais ligados a diversos setores tais como construção civil até indústria de jóias.
Argilas bentoníticas, na região do Alto Paranaíba ou no Alto Mata da Corda são relacionadas à alteração das rochas vulcânicas da região e possuem potencial para exploração mineral. Várias ocorrências desse tipo de argila são reportadas em cidades como Carmo do Paranaíba, Lagoa Formosa, Patos de Minas, Presidente Olegário.
Diamantes em aluviões ocorrem em diversas regiões do cráton,  associados a erosão e intemperismo de rochas pré-cambrianas ou a rochas alcalinas do fanerozoico tanto no estado de Minas Gerais (por exemplo em Abaeté e Diamantina) quanto no estado da Bahia.
O petróleo na Bacia do Tucano representa o início da exploração de petróleo no Brasil. Essa bacia contém Candeias, o primeiro campo comercial de petróleo descoberto no Brasil em 1941.
Areia em aluviões também ocorrem em diversas regiões do cráton,  associados a erosão e intemperismo sobretudo de rochas graníticas pré cambrianas, tanto na Bahia quanto em Minas Gerais.